# Bảo tàng Nghệ thuật Viễn Đông ở Toruń

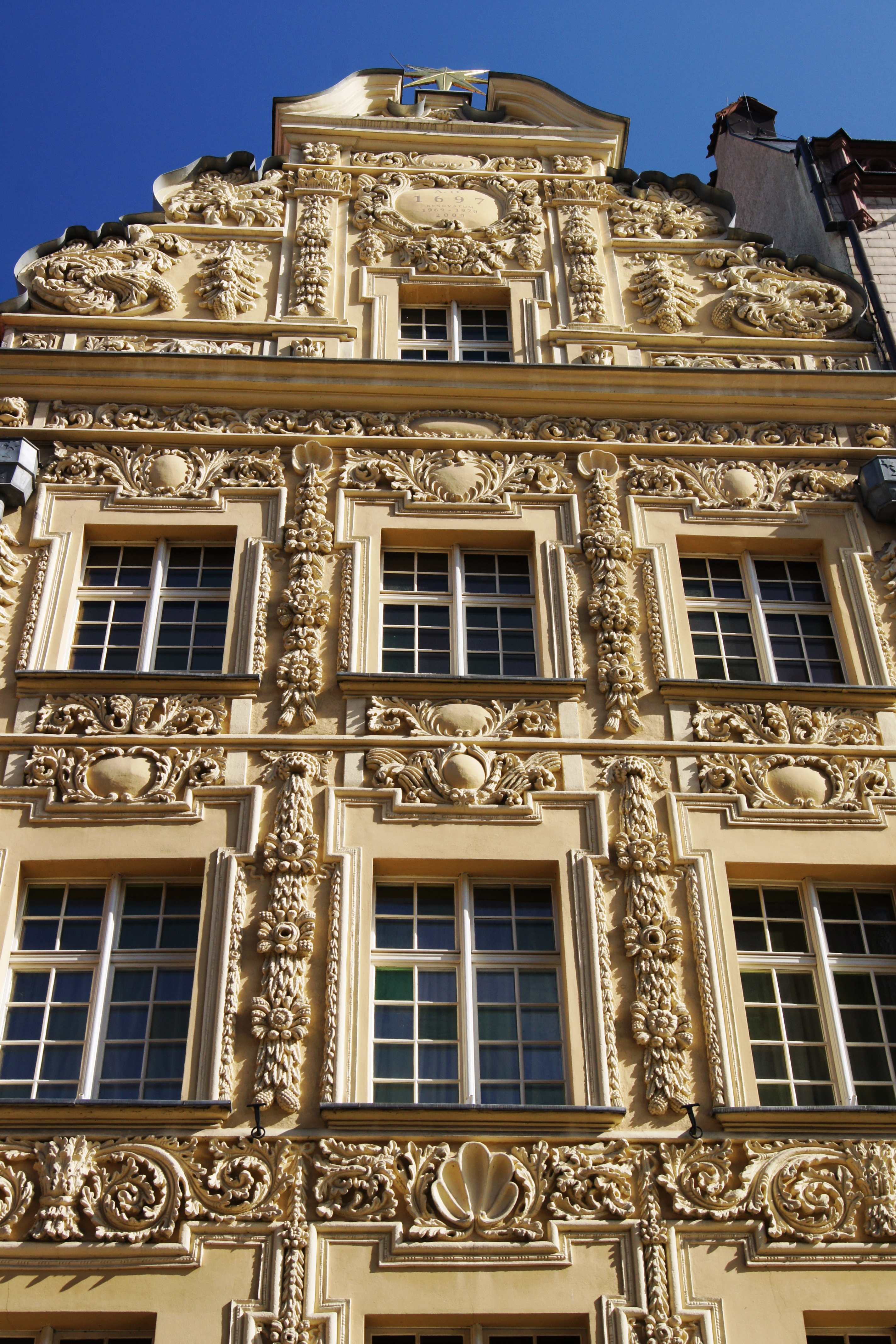
Hoạ tiết cổng viện Bảo Tàng

Bảo tàng Nghệ thuật Viễn Đông ở Toruń (Tiếng Ba Lan: Muzeum Sztuki Dalekiego Wschodu w Toruniu) là một trong năm chi nhánh của Bảo tàng Quận ở Toruń.

## Vị trí
Bảo tàng nằm trong Khu phức hợp Phố Cổ, ở mặt tiền phía Đông của Quảng trường Phố Cổ, số nhà 35.

## Lịch sử

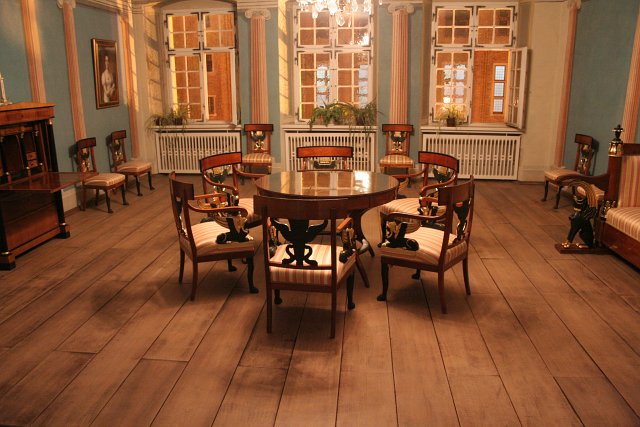
Nội thất bảo tàng

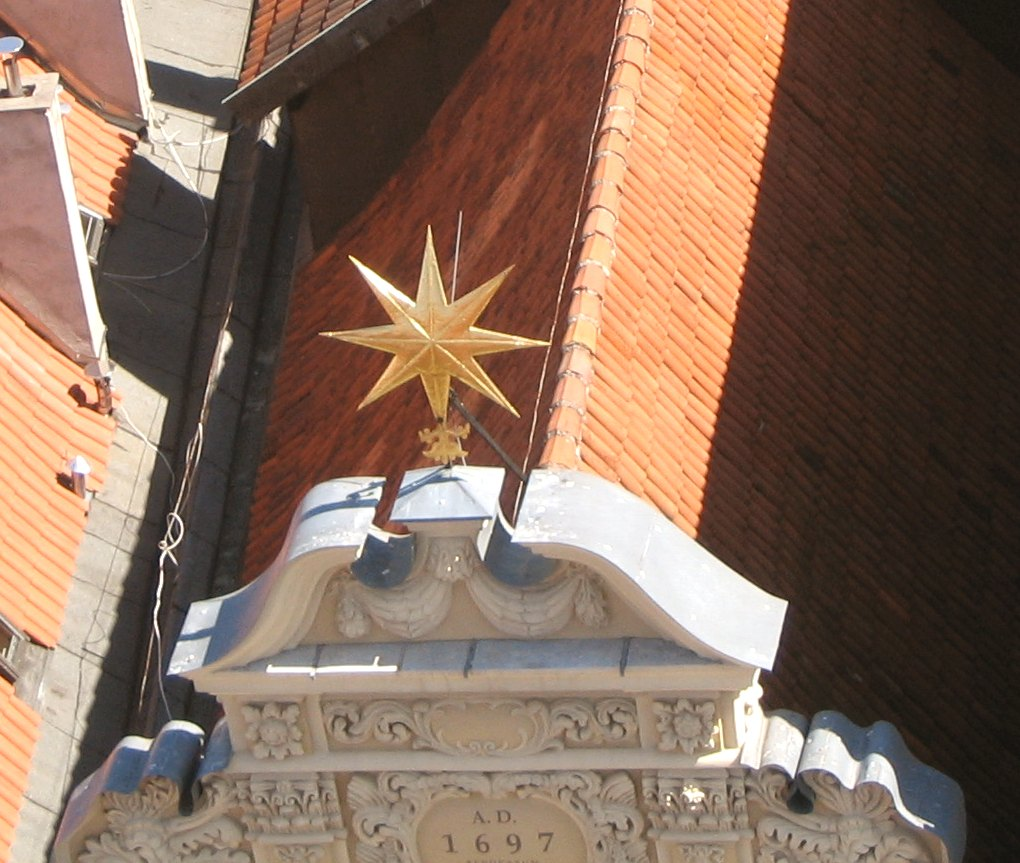
Ngôi sao ở nóc bảo tàng

Bảo tàng mở cửa vào năm 1970. Ngườ tham quan bảo ràng có thể chiêm ngưỡng nghệ thuật Viễn Đông, đặc biệt là triển lã Thế giới Phương Đông . Tadeusz Wierzejski là nhà tài trợ đã tặng những đồ vật có giá trị nhất cho bảo tàng. Các đồ cổ đó đến từ từ Trung Quốc, Xiêm, Tây Tạng, Hàn Quốc, Việt Nam, Ấn Độ và Nhật Bản. Đó là những bức tranh, tranh khắc gỗ, đồ đồng, đồ gốm, vải, kiếm và các yếu tố trang bị của samurai, sản phẩm làm từ đá quý, tác phẩm điêu khắc bằng đá và gỗ.
Thêm một điểm thu hút khách tham quan là khu vườn phương Đông với diện tích hơn 200 m 2, mở cửa vào mùa hè. Việc lựa chọn cây trồng, bố trí không gian kiến trúc nhỏ (ở trung tâm có một gian trà đặc trưng cho kiến trúc Á Đông) phản ánh tính thẩm mỹ và tinh thần của vườn Nhật Bản truyền thống. Bạn có thể tìm thấy trong số các loài thực vật như cây thông Scots, thông hoa nhỏ, cây bách xù Sabine, cây đỗ quyên, tre, cây thích cọ hoặc cỏ xạ hương. Vào tháng 10 năm 2013, khu vườn đạt giải nhất trong cuộc thi lần thứ 14 của Thị trưởng Toruń "TORUŃ OGRODEM 2013"  ở hạng mục khu cây xanh có diện tích trên 50 m² ở nơi công cộng.

## Triển lãm

### Triển lãm thường trực
- Thế giới phương đông
  - Sảnh lớn
  - Vũ khí và trang bị Viễn Đông
  - Sản phẩm bằng đồng
  - Tác phẩm điêu khắc bằng đá và gỗ
  - Sản phẩm gốm sứ
  - Sản phẩm đá quý